# Relay Bay
Die Relay Bay (englisch für Staffellaufbucht) ist eine 8 km breite Bucht an der Pennell-Küste des ostantarktischen Viktorialands. Sie liegt zwischen dem Islands Point und dem Penelope Point auf der Westseite der Robertson Bay.
Die vom britischen Polarforscher Victor Campbell geleitete Nordgruppe bei der Terra-Nova-Expedition (1910–1913) besuchte diese Bucht im am 4. Oktober 1911. Namensgebend war der Umstand, dass die heftigen Eisverwerfungen in der Bucht, hervorgerufen durch den Nielsen-, den Ommanney-, den Crume- und den Reusch-Gletscher, die Mannschaft zu rollierenden Etappen zwang: Nach Transport eines Teils ihrer Ausrüstung über eine gewisse Strecke kehrten sie um, um den anderen Teil zu holen.